# Weizenherbst
Weizenherbst (jap. 麦秋, Bakushū) ist ein japanischer Film. Er ist eines der bekanntesten Werke des Regisseurs Yasujirō Ozu und wurde im Frühjahr bzw. Sommer des Jahres 1951 in den Shochiku-Ofuna-Studios produziert. Dieser Schwarz-Weiß-Film wurde im 35-mm-Format gedreht.
Er hatte am 3. Oktober 1951 in Tokio Uraufführung. Die deutsche Erstausstrahlung erfolgte am 5. Juli 1972 im Bayerischen Rundfunk. Die deutsche Kino-Erstaufführung fand erst am 6. Dezember 1972 im Berliner Arsenal-Kino statt.

## Handlung
Die 28-jährige Tochter Noriko der im Mittelpunkt stehenden Familie soll sich, um nicht als alte Jungfer zu enden, endlich vermählen. Sotaro Satake, Norikos Chef, hat einen Freund namens Manabe, den er mit Noriko zusammenbringen möchte. Noriko zögert, einen unbekannten Mann zu heiraten, der zudem auch noch den Nachteil hat, über 40 Jahre alt zu sein. Noriko beginnt jedoch die Vorstellung des Verheiratetseins zu akzeptieren, besonders nachdem zwei verheiratete Freundinnen immer weniger Zeit mit ihr verbringen. Kenkichi Yabe, ein verwitweter Nachbar Norikos und alter Familienfreund, bekommt eine Anstellung im Norden Japans angeboten. Kenkichis Mutter ist davon sehr betroffen. Einen Abend bevor Kenkichi die Stadt verlässt, erzählt sie Noriko über ihren Traum, dass ihr Sohn Noriko heiraten sollte.

## Hintergrund
Im Grunde genommen erzählt Weizenherbst keine Geschichte. Der Film besteht vielmehr aus einer Aneinanderreihung von mehreren kleinen Episoden. Jede dieser kleinen Episoden hat ein Eigenleben.
Ozu verklärt mit seinem Film weder die Tradition noch den Fortschritt. Eher möchte er diese beiden Pole stärker differenzieren. Die traditionelle Familie erscheint sowohl als Institution sozialer Geborgenheit, als auch als Ort der Unterdrückung individueller Wünsche.
Weizenherbst ist ein Teil der sogenannten Noriko-Trilogie (neben Weizenherbst auch Später Frühling, 1949, und Die Reise nach Tokyo, 1953). Chishū Ryū und Setsuko Hara spielen erneut in Ozus Film mit, auch wenn es sich nicht um dieselben Personen handelt.
Nachdem Später Frühling (1949) sehr erfolgreich war, wollte die Produktionsgesellschaft Shōchiku eine ähnliche Geschichte von Ozu produzieren. Also schrieben Ozu und sein Drehbuchautor Kōgo Noda ein weiteres Stück. Das Grundkonzept der Geschichte blieb das gleiche. Die Handlung wurde jedoch etwas differenzierter und vielschichtiger. Die Einzelheiten und Dialoge, mit denen Noda besonders zufrieden gewesen sein soll, bringen ein hohes Maß an Empfindsamkeit und feinen Humor zum Ausdruck.

## Kritiken
„Ein eindrucksvoller, subtiler Film, mehr an den Zwischentönen als an der Oberfläche der Handlung interessiert.“

## Auszeichnungen
Weizenherbst wurde beim Kinema Jumpō Award (Preis der japanischen Kritik) 1952 als bester Film ausgezeichnet. Der Film erhielt außerdem den Blue Ribbon Award 1952 für beste Regie (Yasujirō Ozu), beste Kamera (Yushun Atsuta), beste Hauptdarstellerin (Setsuko Hara) und beste Nebendarstellerin (Haruko Sugimura). Beim Mainichi Eiga Concours 1952 wurde das Werk als bester Film und Setsuko Hara als beste Hauptdarstellerin ausgezeichnet.